# Кобиля-Гура (Великопольське воєводство)
Кобиля-Гура (пол. Kobyla Góra) — село в Польщі, у гміні Кобиля Гура Остшешовського повіту Великопольського воєводства.
Населення — 1923 особи (2011).

## Демографія
Демографічна структура станом на 31 березня 2011 року:
|          | Загалом | Допрацездатний вік | Працездатний вік | Постпрацездатний вік |
| -------- | ------- | ------------------ | ---------------- | -------------------- |
| Чоловіки | 1020    | 192                | 759              | 69                   |
| Жінки    | 903     | 180                | 555              | 168                  |
| Разом    | 1923    | 372                | 1314             | 237                  |